# Joeropsis patagoniensis
Joeropsis patagoniensis är en kräftdjursart som beskrevs av Richardson1909. Joeropsis patagoniensis ingår i släktet Joeropsis och familjen Joeropsididae. Inga underarter finns listade i Catalogue of Life.